# Stepan Szaumian
Stepan Geworgi Szaumian (orm. Ստեփան Գևորգի Շահումյան, ros. Степан Георгиевич Шаумян), ps. Suren, Surenin, Ajaks (ur. 1?/13 października 1878 w Tyflisie, zm. 20 września 1918 przy transkaukaskiej linii kolejowej) – komunista ormiański, działacz partii bolszewickiej, polityk i dziennikarz, rewolucjonista działający głównie na Kaukazie. Zwany „Kaukaskim Leninem”. W 1918 należał do 26 Komisarzy Ludowych stojących na czele Komuny Bakijskiej, za co został rozstrzelany przez interwentów brytyjskich.

## Młodość i wczesna działalność
Urodził się w Tbilisi w rodzinie kupieckiej. Studiował na politechnice w Petersburgu, Uniwersytecie Technicznym w Rydze, wreszcie ukończył studia filozoficzne w Berlinie w 1905. Od 1900 był członkiem SDPRR i już jako student angażował się w ruch rewolucyjny, za co został zesłany na południowy Kaukaz. Zdołał zbiec i dotrzeć do Niemiec, gdzie działał w środowisku rosyjskiej emigracji rewolucyjnej. Znał m.in. Juliusza Martowa, Gieorgija Plechanowa oraz Lenina. Na kongresie partyjnym w 1903 poparł bolszewików. Od 1907 formalnie stał na czele bolszewików w Baku, pracując równocześnie jako nauczyciel i pisząc prace z zakresu teorii marksizmu.

## Rok 1917
W 1914 Szaumian stał na czele strajku generalnego w Baku, a po jego klęsce został aresztowany. Uciekł z więzienia niemal równocześnie z wybuchem rewolucji lutowej 1917. Chociaż nie wziął zbyt aktywnego udziału w tych wydarzeniach, jego popularność wśród robotników sprawiła, że został wybrany przewodniczącym Rady Robotników Baku oraz redaktorem gazety Robotnik Bakijski.

## Komuna Bakijska
Po zwycięskiej dla bolszewików rewolucji październikowej Szaumian został mianowany Nadzwyczajnym Komisarzem ds. Kaukazu oraz przewodniczącym Rady Komisarzy Ludowych Baku. Stanął na czele rządu (Komuny Bakijskiej), stanowiącego koalicję Dasznaków, lewicowych Socjalistów Rewolucjonistów oraz bolszewików i mienszewików. Komuna wprowadziła szereg reform społecznych, w tym nacjonalizację głównych sektorów przemysłu i floty kaspijskiej, jak również oddała całość produkcji pod kontrolę robotniczą. Równocześnie komuniści nie radzili sobie z rozwiązaniem konfliktów narodowościowych w mieście zamieszkanym przez Azerów i Ormian. W Baku doszło do masowych rzezi Azerów. Bolszewicy przewodzeni przez Szaumiana starali się unikać, w odróżnieniu od innych miast, stosowania terroru wobec przeciwników politycznych. Zgodzili się również na oddanie władzy Dasznakom i mienszewikom po tym, gdy koalicja nie porozumiała się co do polityki wobec interwentów brytyjskich 
. Szaumian był zdecydowanym przeciwnikiem wejścia armii brytyjskiej do miasta, nie wierząc w porozumienie między komunistami a interwentami, chociaż ci ostatni powoływali się na możliwość ochrony ludności ormiańskiej przed szturmującymi Baku Turkami. Szaumian wierzył w możliwość zorganizowania samoobrony na miejscu w postaci rozbudowy formowanych od połowy 1917 jednostek Armii Czerwonej, jak i w pomoc z Moskwy.
Po utracie większości w Radzie Baku (stosunkiem głosów 259:236), a zarazem poważnej stracie poparcia, Szaumian zadeklarował, że bolszewicy oddadzą nie tylko władzę, ale i opuszczą całkowicie Radę i miasto.

## Aresztowanie i śmierć

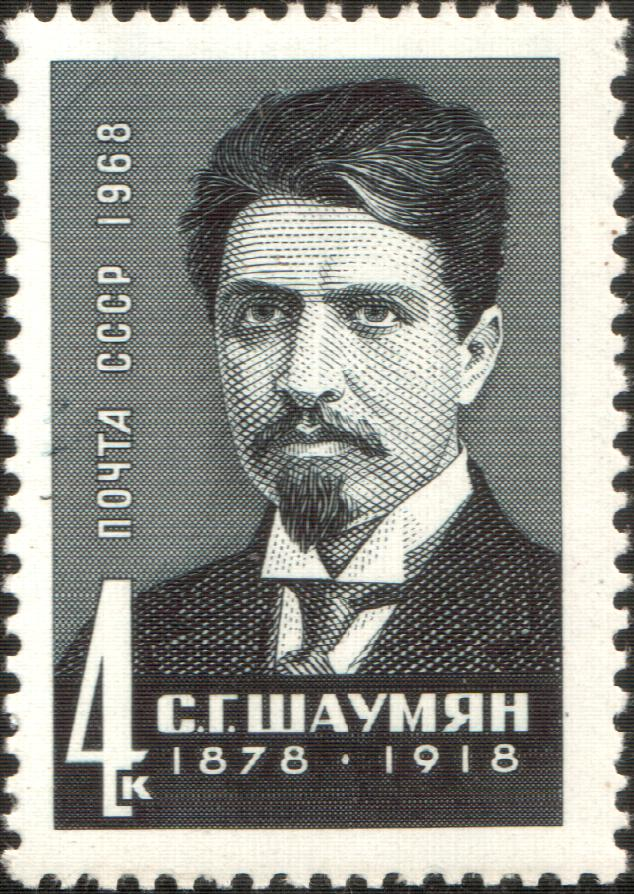
Znaczek z wizerunkiem Szaumiana wydany w ZSRR

31 lipca, po wejściu Brytyjczyków do miasta, przywódcy Komuny Bakijskiej z Szaumianem usiłowali uciec z miasta do Astrachania, jednak 16 sierpnia zostali zatrzymani przez interwentów i odstawieni do więzienia w Baku. 14 września uwolnił ich oddział bolszewików na czele z Anastasem Mikojanem. Druga próba ucieczki statkiem również się jednak nie powiodła i cała grupa komisarzy została zatrzymana w Krasnowodsku. Tam, mimo początkowych planów zatrzymania Szaumiana i jego towarzyszy jako zakładników, wszyscy zostali uwięzieni przez Brytyjczyków i rozstrzelani 20 września przy trasie transkaukaskiej.

## Pamięć po Szaumianie w ZSRR
Stepan Szaumian został natychmiast po śmierci uznany za bohatera rewolucyjnego. Jego imieniem nazwano dwie miejscowości w ZSRR:
- miasto Wararakn (nazwa azerska: Xankəndi) w Górskim Karabachu (Azerska SRR) zostało przemianowane na Stepanakert,
- miasto Dżalal-Ogli w Ormiańskiej SRR otrzymało nazwę Stepanawan,

Szaumian posiada również wiele pomników na terenie Armenii, w tym statuę w Erywaniu wzniesioną w 1931.